# Becquerelia divaricata
Becquerelia divaricata là một loài thực vật có hoa trong họ Cói. Loài này được (Nees) Palla mô tả khoa học đầu tiên năm 1908.